# Luca Giammarco
Luca Giammarco (Torino, 1968) è uno skater e arrampicatore italiano.
È diplomato ISEF e allenatore di skateboard. Ha detenuto dal 1995 al 2008 il record del mondo di slalom di 100 coni in 20"56.
Per quanto riguarda l'arrampicata ha partecipato a qualche gara internazionale mentre a livello italiano ha preso parte a diverse tappe di Coppa Italia e nel Campionato italiano boulder ha ottenuto il 23º posto nel 2000, il 12º nel 2001 e il 7º nel 2002.
Nel 1997 è cofondatore della palestra d'arrampicata B-side di Torino, anche sede di diverse gare federali.

## Palmarès
- Campione del Mondo Professionisti speed slalom 2005 e combinata
- Vincitore della Coppa del Mondo Professionisti 2003 e 2004
- Vincitore di 3 Titoli mondiali[7]
- Vincitore di 7 Titoli europei[8]
- Vincitore di 2 Coppe del Mondo di specialità
- Posizione n. 1 nel Pro World Ranking 2006
- Vincitore dei World Olympic Games de l'adventure-Pirenei / Jeux pyrénéens de l'Aventure 1993.